# Östen Bergstrand
Carl Östen Emanuel Bergstrand (* 1. September 1873 in Stockholm; † 27. September 1948 in Uppsala) war ein schwedischer Astronom.

## Leben
Von 1909 bis 1938 war er Professor für Astronomie an der Universität Uppsala.
Von Anfang an konzentrierte sich Bergstrand auf die Astrometrie, und hier besonders auf die Untersuchung von photographischen Aufnahmen zur Messung der stellaren Parallaxe. Er nutzte die Bewegungen der Uranus-Monde in ihren Umlaufbahnen, um die Rotationsperiode und die äquatoriale Abplattung des Planeten zu bestimmen. Darüber hinaus untersuchte er die Korona der Sonne, wobei er sich auf Fotografien stützte, die während der Expedition aus Anlass der Sonnenfinsternis vom 21. August 1914 angefertigt wurden. 1924 wurde er Mitglied der Königlich Schwedischen Akademie der Wissenschaften. Seit 1938 war er korrespondierendes Mitglied der Académie des sciences.
Bergstrand verfasste mehrere populärwissenschaftliche Werke über Astronomie, darunter als bekanntestes Astronomi im Jahre 1925.
Nach ihm ist der Mondkrater Bergstrand benannt.
Sein Sohn Erik Bergstrand war ein bekannter Physiker, sein Vater war Carl Erik Bergstrand.

## Ehrungen
Der Krater Bergstrand auf dem Erdmond wurde 1970 durch die IAU nach ihm benannt.